# Proterospongia
Proterospongia — рід одноклітинних колонієутворюючих водних організмів із родини Codonosigidae класу хоанофлагелят (Choanoflagellatea).

## Опис
Proterospongia мають клітину діаметром 5-10 мкм із верхівковим джгутиком 20-30 мкм завдовжки, який оточеним комірцем із 15-25 мікроворсинок. Джгутик застосовується для плавання клітини в товщі води, а також для створення потоку води через мікроворсинки, які вловлюють бактерії та детрит, якими живиться організм. Розташування органел у Proterospongia типове для хоанофлагелят: із передньою диктіосомою під основою джгутика, центральним ядром, периферійними мітохондріями і задньою вакуолею.
Різні види Proterospongia відрізняються морфологією колоній. Колонії мають спільну желеподібну основу.

## Види
- Proterospongia choanojuncta
- Proterospongia dybsoeensis
- Proterospongia haeckelii
- Proterospongia skujae